# A Wonderful Journey
A Wonderful Journey (chinês tradicional: 美好的旅行, pinyin: Měihǎo de lǚxíng) é o segundo álbum de estúdio de Ariel Lin (chinês tradicional: 林依晨). Ele foi lançado em 21 de agosto de 2010 pela Avex Taiwan, com uma edição limitada, A Wonderful Journey (Limited Commemorate Edition) (美好的旅行 限量紀念精裝版), que estava disponível em pré-venda. Em 24 de setembro de 2010, a Avex Taiwan lançou  A Wonderful Journey (Travellog Edition) (美好的旅行 美好旅程分享盤) com um DVD bônus.

## Faixas
| N.º            | Título                                                                           | Duração |  |
| 1.             | "Fall In Love When Flower Blossoms" (花一開就相愛吧; Hua Yi Kai Jiu Xiang Ai Ba) | 3:38    |  |
| 2.             | "You Have Me" (你有我; Ni You Wo)                                                | 4:39    |  |
| 3.             | "Paper Rose" (紙玫瑰; Zhi Mei Gui)                                               | 4:36    |  |
| 4.             | "A Wonderful Journey" (美好的旅行; Mei Hao De Lu Xing)                           | 4:40    |  |
| 5.             | "Pleated Skirt Summer" (百褶裙的夏天; Bai Zhe Qun De Xia Tian)                   | 3:48    |  |
| 6.             | "Thank You" (謝謝你; Xie Xie Ni)                                                 | 4:32    |  |
| 7.             | "Suddenly Second" (忽然這一秒; Hu Ran Zhe Yi Miao)                               | 3:48    |  |
| 8.             | "Who Picked Up My Dream" (誰撿到我的夢; Shei Jian Dao Wo De Meng)                | 3:50    |  |
| 9.             | "Angels Around After" (天使經過身邊; Tian Shi Jing Guo Shen Bian)                | 4:31    |  |
| 10.            | "Guiding Star" (守護星; Shou Hu Xing)                                            | 3:45    |  |
| Duração total: | Duração total:                                                                   | 41:47   |  |